# Democracy 3
Democracy 3 (с англ. — «Демократия 3») — это компьютерная игра в жанре  политический симулятор, разработанный компаниями  Positech Games и Red Marble Games, игра была выпущена компаний издателем Positech Games в октябре 2013 года.

## Игровой процесс
Игрок выступает в роли президента или председателя правительства. Задача игрока ввести и изменить политику в семи областях — налоги, экономика, социальное обеспечение, внешняя политика, транспорт, правопорядок и общественные услуги. Каждая политика влияет на счастье различных групп избирателей, а также влияет на такие факторы, как преступность, качество воздуха, благополучие граждан, экономическое состояние. Игроку приходится иметь дело c проблемами, такими как протесты против роста цен на бензин или бездомность, а также принимать решения по дилеммам, возникающим каждый ход.
После принятия решения, в качестве главы какой страны играть, игрок должен заручиться поддержкой различных групп влияния и фракций: религиозных, патриотических, родителей, фермеров, капиталистов, социалистов, либералов, консерваторов и других, и таким образом выиграть последующие выборы. Игрок вводит законы и использует ползунки для изменения суммы государственного финансирования, уровня налогов, законов и правил в конкретном направлении. Каждый отдельный человек принадлежит к нескольким группировкам (например: бедный консервативный курильщик, который является патриотом или богатый социалист, который также является пьяницей), практически невозможно контролировать и нравиться всем избирателям. Перед каждыми выборами игрок даёт электорату обещания (например: снизить уровень безработицы на 10 %). Если игрок не сдержал эти обещания, на следующих выборах люди будут раздражены, и цинизм возрастёт.
Чтобы внести изменения в политику, игрок должен потратить политический капитал, генерируемый лояльными министрами. Также есть возможность отменить необходимость использования политического капитала, чтобы облегчить игру.
Игрок также должен попытаться сбалансировать бюджет и погасить долги страны, не теряя при этом голосов и не вызывая уклонения от уплаты налогов из-за их высоты.
Есть также много событий, дилемм и ситуаций в игре, с которыми игрок должен иметь дело.

## Модификации
Разработчик игры описал код, лежащий в основе игры, как основанный на нейронной сети. Это позволило очень легко модифицировать игру, и большая часть «игровой логики» в ней открыта для редактирования в простых текстовых CSV — файлах, что позволяет игрокам изменять методы работы основной игровой механики.

## Оценки и критика
| Сводный рейтинг | Сводный рейтинг     |
| Агрегатор       | Оценка              |
| --------------- | ------------------- |
| Metacritic      | 70/100 (14 обзоров) |

Игра получила смешанные отзывы. На сайте-агрегаторе Metacritic средняя оценка игры составляет 70 из 100 на основе 14 обзоров для платформы PC.
Летом 2018 года, благодаря уязвимости в защите Steam Web API, стало известно, что точное количество пользователей сервиса Steam, которые играли в игру хотя бы один раз, составляет 688 243 человек.